# Robert Waterston
Robert Hugh « Bob » Waterston, (né le 17 septembre 1943) est un biologiste américain. Il est surtout connu pour son travail sur le projet du génome humain, pour lequel il est un pionnier avec John Sulston.

## Éducation
Waterston fréquente Princeton en premier cycle où il se spécialise en ingénierie. Il écrit sa thèse de fin d'études sur les pièces d'Eugene O'Neill. Lors d'un séjour en Allemagne, il suit des cours de biologie – en allemand – et revient à l'école de médecine de l'Université de Chicago. En 1972, il obtient des diplômes de médecine et de doctorat, sa thèse portant sur l'Immunologie. 

## Carrière
Après un stage postdoctoral dans le laboratoire de Sydney Brenner au MRC Laboratory of Molecular Biology (LMB) à Cambridge, il rejoint l'Université Washington de Saint-Louis en tant que professeur adjoint d'anatomie et de neurobiologie en 1976. Quelques années plus tard, il passe au Département de génétique, où, en 1991, il devient président.
Au milieu des années 1980, il effectue une visite sabbatique au LMB, pour continuer son travail avec Brenner. Cependant, le seul espace disponible est dans la salle où John Sulston et Alan Coulson commencent à cartographier le génome du ver nématode C. elegans . Waterston les rejoints et, après son retour à Saint-Louis, la carte des vers devient un projet collaboratif entre les deux laboratoires.
En 1989, l'une des premières subventions du projet du génome humain va à Waterston et Sulston pour commencer le séquençage du génome du ver. Ils connaissent un tel succès qu'en même temps que le Wellcome Trust crée le Sanger Center (maintenant le Wellcome Sanger Institute) avec Sulston à sa tête, Waterston reçoit un financement du National Human Genome Research Institute pour entreprendre un séquençage humain à grande échelle à son laboratoire universitaire. Le partenariat devient le premier à compléter la séquence d'un organisme multicellulaire lorsque le génome du ver est publié en décembre 1998. Le partenariat continue à jouer un rôle de premier plan dans le séquençage des génomes de la souris et du chimpanzé.
En janvier 2003, Waterston quitte Saint-Louis pour devenir la nouvelle chaire dotée "William Gates III" en sciences biomédicales, professeur et président du département des sciences du génome à l'Université de Washington à Seattle.
Waterston s'est toujours engagé en faveur de la libre diffusion des informations scientifiques et est une voix influente dans l'établissement des principes des Bermudes sur la diffusion publique des données de séquences d'ADN en 1996.

## Récompenses et honneurs
Waterston et Sulston remportent conjointement de nombreux prix pour leurs travaux scientifiques et leur soutien à la communauté scientifique, notamment le prix Gairdner, le prix General Motors, le prix Dan David et le prix George W. Beadle de la Genetics Society of America. En 2005, Waterston reçoit le prix Gruber de génétique.